# Comuna de Pcim
Pcim (polaco: Gmina Pcim) é uma gminy (comuna) na Polónia, na voivodia de Pequena Polónia e no condado de Myślenicki. A sede do condado é a cidade de Pcim.
De acordo com os censos de 2004, a comuna tem 10 219 habitantes, com uma densidade 115,4 hab/km².

## Área
Estende-se por uma área de 88,59 km², incluindo:
- área agricola: 41%
- área florestal: 49%

## Demografia
Dados de 30 de Junho 2004:
|                      | Total   | Total | Mulheres | Mulheres | Homens  | Homens |
| -------------------- | ------- | ----- | -------- | -------- | ------- | ------ |
|                      | pessoas | %     | pessoas  | %        | pessoas | %      |
| População            | 10 219  | 100   | 5081     | 49,7     | 5138    | 50,3   |
| Densidade (pop./km²) | 115,4   | 100   | 57,4     | 57,4     | 58      | 58     |

De acordo com dados de 2002, o rendimento médio per capita ascendia a 1390,69 zł.

## Subdivisões
- Pcim, Stróża, Trzebunia.

## Comunas vizinhas
- Budzów, Lubień, Mszana Dolna, Myślenice, Sułkowice, Tokarnia, Wiśniowa